# Kluby piłkarskie w międzynarodowych rozgrywkach UEFA w sezonie 2010/2011
Lista 237 drużyn biorących udział w międzynarodowych rozgrywkach klubowych prowadzonych przez Unię Europejskich Związków Piłkarskich (UEFA) w sezonie 2010/2011 – Lidze Mistrzów i Lidze Europy. Należą do nich zespoły, które zajęły najwyższe miejsca w rozgrywkach ligowych poszczególnych federacji, zdobywcy pucharów krajowych (bądź – w określonych przypadkach – ich finaliści), zwycięzcy rankingu Fair Play UEFA oraz Ligi Europy UEFA z sezonu 2009/2010.

## Zasady podziału miejsc w rozgrywkach
Miejsca w rozgrywkach klubowych UEFA zostały rozdzielone dla poszczególnych federacji na podstawie rankingu współczynników ligowych UEFA z 2009 roku. Współczynniki te obliczono na bazie punktów rankingowych zdobytych przez przedstawicieli tychże federacji w europejskich pucharach w przeciągu sezonów 2004/2005 – 2008/2009. Od pozycji zajmowanej przez daną federację w rankingu zależała zarówno liczba drużyn, które mogą ją reprezentować w Lidze Mistrzów i Lidze Europy UEFA, jak i umieszczenie ich w poszczególnych rundach tych turniejów.
W rozgrywkach klubowych UEFA w sezonie 2010/2011 najwięcej przedstawicieli – 7 – posiadają federacje z miejsc 1–3 w rankingu (Anglia, Hiszpania, Włochy). Po 6 zespołów reprezentuje federacje z miejsc 4–9, po 5 – z miejsc 10–15 oraz Dania, Szwecja i Finlandia (dodatkowy zespół dzięki rankingowi Fair Play UEFA), po 4 – pozostałe, z wyjątkiem Liechtensteinu (1 drużyna) oraz Malty i San Marino (2 zespoły).

### Liga Mistrzów UEFA
W edycji 2010/2011 Ligi Mistrzów udział bierze 76 zespołów z 52 federacji piłkarskich zrzeszonych w UEFA (poza Liechtensteinem). Zespoły zostały przydzielone do danych rund fazy kwalifikacyjnej oraz fazy grupowej zgodnie z rankingiem współczynników ligowych UEFA 2009.
Liczba zespołów kwalifikujących się do Ligi Mistrzów w sezonie 2010/2011:
- 4 drużyny z każdej z federacji zajmujących miejsca 1–3 w rankingu,
- 3 drużyny z każdej z federacji zajmujących miejsca 4–6 w rankingu,
- 2 drużyny z każdej z federacji zajmujących miejsca 7–15 w rankingu,
- 1 drużyna z każdej z federacji zajmujących miejsca 16–53 w rankingu (z wyjątkiem Liechtensteinu[2]).

Prawo udziału w rozgrywkach można było uzyskać poprzez:
- zajęcie odpowiedniego miejsca w tabeli ligowej,
- zwycięstwo w edycji 2009/2010 Ligi Mistrzów UEFA (jeśli zdobywca tego trofeum nie uzyskał miejsca w Lidze Mistrzów lub Lidze Europy UEFA 2010/2011 dzięki pozycji zajętej w rozgrywkach krajowych).

| Miejsca przysługujące danym federacjom w poszczególnych rundach | Miejsca przysługujące danym federacjom w poszczególnych rundach | Miejsca przysługujące danym federacjom w poszczególnych rundach | Miejsca przysługujące danym federacjom w poszczególnych rundach | Miejsca przysługujące danym federacjom w poszczególnych rundach | Miejsca przysługujące danym federacjom w poszczególnych rundach | Miejsca przysługujące danym federacjom w poszczególnych rundach | Miejsca przysługujące danym federacjom w poszczególnych rundach | Miejsca przysługujące danym federacjom w poszczególnych rundach | Miejsca przysługujące danym federacjom w poszczególnych rundach | Miejsca przysługujące danym federacjom w poszczególnych rundach | Miejsca przysługujące danym federacjom w poszczególnych rundach | Miejsca przysługujące danym federacjom w poszczególnych rundach |
| Lp                                                              | Federacje | Faza kwalifikacyjna                                             | Faza kwalifikacyjna                                             | Faza kwalifikacyjna                                             | Faza kwalifikacyjna                                             | Faza kwalifikacyjna                                             | Faza kwalifikacyjna                                             | Faza kwalifikacyjna                                             | Faza grupowa                                                    | Faza grupowa                                                    | Faza grupowa                                                    | Razem                                                           |
| Lp                                                              | Federacje | I runda                                                         | I runda                                                         | II runda                                                        | II runda                                                        | III runda                                                       | III runda                                                       | Runda play-off                                                  | Faza grupowa                                                    | Faza grupowa                                                    | Faza grupowa                                                    | Razem                                                           |
| --------------------------------------------------------------- | --- | --------------------------------------------------------------- | --------------------------------------------------------------- | --------------------------------------------------------------- | --------------------------------------------------------------- | --------------------------------------------------------------- | --------------------------------------------------------------- | --------------------------------------------------------------- | --------------------------------------------------------------- | --------------------------------------------------------------- | --------------------------------------------------------------- | --------------------------------------------------------------- |
| 1–3                                                             | Anglia • Hiszpania • Włochy |                                                                 |                                                                 |                                                                 |                                                                 |                                                                 |                                                                 | L4                                                              | L3                                                              | L2                                                              | L1                                                              | 4                                                               |
| 4–5                                                             | Niemcy • Francja |                                                                 |                                                                 |                                                                 |                                                                 |                                                                 |                                                                 | L3                                                              | L2                                                              | L1                                                              |                                                                 | 3                                                               |
| 6                                                               | Rosja |                                                                 |                                                                 |                                                                 |                                                                 |                                                                 | L3                                                              |                                                                 | L2                                                              | L1                                                              |                                                                 | 3                                                               |
| 7–13                                                            | Ukraina • Holandia • Rumunia • Portugalia • Turcja • Grecja • Szkocja |                                                                 |                                                                 |                                                                 |                                                                 |                                                                 | L2                                                              |                                                                 | L1                                                              |                                                                 |                                                                 | 2                                                               |
| 14–15                                                           | Belgia • Szwajcaria |                                                                 |                                                                 |                                                                 |                                                                 | L2                                                              | L1                                                              |                                                                 |                                                                 |                                                                 |                                                                 | 2                                                               |
| 16                                                              | Dania |                                                                 |                                                                 |                                                                 |                                                                 | L1                                                              |                                                                 |                                                                 |                                                                 |                                                                 |                                                                 | 1                                                               |
| 17–38 40–49                                                     | Bułgaria • Czechy • Norwegia • Austria • Serbia • Izrael • Cypr • Szwecja • Słowacja • Polska • Chorwacja • Finlandia • Litwa • Irlandia • Łotwa • Słowenia • Białoruś • Bośnia i Hercegowina • Węgry • Islandia • Mołdawia • Gruzja • Macedonia • Azerbejdżan • Estonia • Albania • Kazachstan • Armenia • Walia • Irlandia Północna • Wyspy Owcze • Luksemburg |                                                                 |                                                                 | L1                                                              | L1                                                              |                                                                 |                                                                 |                                                                 |                                                                 |                                                                 |                                                                 | 1                                                               |
| 50–53                                                           | Czarnogóra • Andora • Malta • San Marino | L1                                                              | L1                                                              |                                                                 |                                                                 |                                                                 |                                                                 |                                                                 |                                                                 |                                                                 |                                                                 | 1                                                               |
| Razem                                                           | Razem | 32                                                              | 32                                                              | 3                                                               | 3                                                               | 30                                                              | 30                                                              | 5                                                               | 22                                                              | 22                                                              | 22                                                              | 76                                                              |

#### Miejsce dla obrońcy tytułu Ligi Mistrzów UEFA
Zgodnie z punktem 2.03 regulaminu rozgrywek Ligi Mistrzów UEFA 2010/2011, obrońca tytułu z poprzedniej edycji miał zagwarantowane miejsce w tych rozgrywkach, o ile nie zakwalifikował się do nich dzięki pozycji zajętej w tabeli ligowej. Obowiązywały przy tym następujące zasady:
1. jeśli obrońca tytułu pochodzi z federacji, która posiada 4 reprezentantów w Lidze Mistrzów, i zajął w lidze krajowej miejsce uprawniające do gry w Lidze Europy UEFA, zastępuje on w Lidze Mistrzów 4. drużynę ligi, a ta zostaje przeniesiona do Ligi Europy, wobec czego liczba reprezentantów danej federacji w pucharach europejskich[3];
2. jeśli obrońca tytułu pochodzi z federacji, która posiada 4 reprezentantów w Lidze Mistrzów, i nie zakwalifikował się do pucharów europejskich poprzez rozgrywki krajowe, zastępuje on w Lidze Mistrzów 4. drużynę ligi, a ta zostaje przeniesiona do Ligi Europy, wobec czego liczba reprezentantów danej federacji w pucharach europejskich zwiększa się o 1 zespół[3];
3. jeśli obrońca tytułu pochodzi z federacji, która posiada mniej niż 4 reprezentantów w Lidze Mistrzów, i zajął w lidze krajowej miejsce uprawniające do gry w Lidze Europy UEFA, otrzymuje on prawo gry w Lidze Mistrzów obok innych do tego uprawnionych drużyn, a liczba reprezentantów danej federacji w pucharach europejskich[3];
4. jeśli obrońca tytułu pochodzi z federacji, która posiada mniej niż 4 reprezentantów w Lidze Mistrzów, i nie zakwalifikował się do pucharów europejskich poprzez rozgrywki krajowe, otrzymuje on prawo gry w Lidze Mistrzów obok innych do tego uprawnionych drużyn, a liczba reprezentantów danej federacji w pucharach europejskich zwiększa się o 1 zespół[3].

Zwycięzca Ligi Mistrzów UEFA 2009/2010 – Inter Mediolan – uzyskał miejsce w fazie grupowej w Lidze Mistrzów UEFA dzięki zdobyciu mistrzostwa Włoch.
W tej sytuacji nastąpiła zmiana w podziale miejsc w Lidze Mistrzów:
- miejsce w fazie grupowej zajął mistrz Szkocji 2009/2010 (13. w rankingu),
- miejsce w III rundzie kwalifikacyjnej zajął mistrz Danii 2009/2010 (16. w rankingu),
- miejsce w II rundzie kwalifikacyjnej zajęli mistrzowie Wysp Owczych i Luksemburga 2009/2010 (48. i 49. w rankingu).

### Liga Europy UEFA
W fazie kwalifikacyjnej edycji 2010/2011 Ligi Europy udział bierze 161 zespołów z 53 federacji piłkarskich zrzeszonych w UEFA. Zespoły zostały przydzielone do danych rund tej fazy zgodnie z rankingiem współczynników ligowych UEFA 2009. W rundzie play-off kwalifikacji dołączy do nich 10 drużyn, które odpadły w III rundzie kwalifikacyjnej Ligi Mistrzów. Miejsce w fazie grupowej będą miały zagwarantowane drużyny, które odpadły w fazie play-off Ligi Mistrzów oraz obrońca tytułu (zwycięzca edycji 2009/2010). W 1/16 finału zagrają również zespoły, które zajęły 3. miejsca w fazie grupowej Ligi Mistrzów.
Łącznie w rozgrywkach edycji 2010/2011 Ligi Europy wezmą udział 194 drużyny.
Liczba zespołów kwalifikujących się do Ligi Europy w sezonie 2010/2011:
- 4 drużyny z każdej z federacji zajmujących miejsca 7–9 w rankingu,
- 3 drużyny z każdej z federacji zajmujących miejsca 1–6 oraz 10–51 w rankingu (z wyjątkiem Liechtensteinu[2]),
- 2 drużyny z Malty i San Marino,
- 1 drużyna z Liechtensteinu,
- obrońca tytułu,
- dodatkowo 1 drużyna z każdej z federacji zajmujących 3 najwyższe miejsca w rankingu Fair Play UEFA 2009/2010 (Szwecja, Dania, Finlandia).

Prawo udziału w rozgrywkach można było uzyskać poprzez:
- zajęcie odpowiedniego miejsca w tabeli ligowej (najwyższe pozycje za miejscami uprawniającymi do gry w Lidze Mistrzów UEFA – z wyjątkiem Liechtensteinu[2]),
- zwycięstwo lub udział w finale pucharu krajowego,
- zwycięstwo w edycji 2009/2010 Ligi Europy UEFA (jeśli zdobywca tego trofeum nie uzyskał miejsca w Lidze Mistrzów lub Lidze Europy UEFA 2010/2011 dzięki pozycji zajętej w tabeli ligowej),
- zajęcie jednego z 3 najwyższych miejsc w rankingu Fair Play UEFA.

W przypadku, gdy dana drużyna uzyskała kwalifikację jednocześnie na 2 z wymienionych wyżej sposobów, obowiązywały następujące reguły (przez „przesunięcie o rundę wyżej” rozumie się np. umożliwienie startu danej drużynie w III rundzie kwalifikacji zamiast w II rundzie):
- jeśli zdobywca pucharu krajowego uzyskał jednocześnie prawo gry w Lidze Mistrzów, w Lidze Europy mógł wystąpić finalista tego pucharu, zajmując miejsce w najniższej rundzie z puli przeznaczonej dla danej federacji (z wyjątkiem miejsc Fair Play) – wówczas pozostałe zespoły zostały przesunięte odpowiednio o jedną rundę wyżej;
- jeśli zarówno zdobywca pucharu krajowego, jak i jego finalista uzyskali prawo gry w rozgrywkach UEFA, w Lidze Europy mogła wystąpić drużyna, która zajęła w tabeli ligowej najwyższe z miejsc poniżej tych, które uprawniały pierwotnie do gry w Lidze Europy – wówczas pozostałe zespoły zostały przesunięte odpowiednio o jedną rundę wyżej;
- zdobywca pucharu krajowego zajmował miejsce w odpowiedniej rundzie Ligi Europy, bez względu na uzyskanie w tabeli ligowej miejsca uprawniającego do startu w tej samej lub niższej rundzie – wówczas w Lidze Europy mogła wystąpić drużyna, która zajęła w tabeli ligowej najwyższe z miejsc poniżej tych, które uprawniały pierwotnie do gry w Lidze Europy a pozostałe zespoły zostały przesunięte odpowiednio o jedną rundę wyżej.

| Miejsca przysługujące danym federacjom w poszczególnych rundach | Miejsca przysługujące danym federacjom w poszczególnych rundach                                                                                 | Miejsca przysługujące danym federacjom w poszczególnych rundach | Miejsca przysługujące danym federacjom w poszczególnych rundach | Miejsca przysługujące danym federacjom w poszczególnych rundach | Miejsca przysługujące danym federacjom w poszczególnych rundach | Miejsca przysługujące danym federacjom w poszczególnych rundach | Miejsca przysługujące danym federacjom w poszczególnych rundach | Miejsca przysługujące danym federacjom w poszczególnych rundach | Miejsca przysługujące danym federacjom w poszczególnych rundach | Miejsca przysługujące danym federacjom w poszczególnych rundach | Miejsca przysługujące danym federacjom w poszczególnych rundach |
| Lp                                                              | Federacje | Faza kwalifikacyjna                                             | Faza kwalifikacyjna                                             | Faza kwalifikacyjna                                             | Faza kwalifikacyjna                                             | Faza kwalifikacyjna                                             | Faza kwalifikacyjna                                             | Faza kwalifikacyjna                                             | Faza kwalifikacyjna                                             | Faza grupowa                                                    | Razem                                                           |
| Lp                                                              | Federacje | I runda                                                         | I runda                                                         | II runda                                                        | II runda                                                        | III runda                                                       | III runda                                                       | Runda play-off                                                  | Runda play-off                                                  | Faza grupowa                                                    | Razem                                                           |
| --------------------------------------------------------------- | --- | --------------------------------------------------------------- | --------------------------------------------------------------- | --------------------------------------------------------------- | --------------------------------------------------------------- | --------------------------------------------------------------- | --------------------------------------------------------------- | --------------------------------------------------------------- | --------------------------------------------------------------- | --------------------------------------------------------------- | --------------------------------------------------------------- |
| 1                                                               | Anglia |                                                                 |                                                                 |                                                                 |                                                                 | L6                                                              | L6                                                              | L5                                                              | P1                                                              |                                                                 | 3                                                               |
| 2                                                               | Hiszpania |                                                                 |                                                                 |                                                                 |                                                                 |                                                                 |                                                                 | L5                                                              | P1                                                              | OT                                                              | 3                                                               |
| 3                                                               | Włochy |                                                                 |                                                                 |                                                                 |                                                                 | L6                                                              | L6                                                              | L5                                                              | P1                                                              |                                                                 | 3                                                               |
| 4–6                                                             | Niemcy • Francja • Rosja |                                                                 |                                                                 |                                                                 |                                                                 | L5                                                              | L5                                                              | L4                                                              | P1                                                              |                                                                 | 3                                                               |
| 7–9                                                             | Ukraina • Holandia • Rumunia |                                                                 |                                                                 | L5                                                              | L5                                                              | L4                                                              | L4                                                              | L3                                                              | P1                                                              |                                                                 | 4                                                               |
| 10–15                                                           | Portugalia • Turcja • Grecja • Szkocja • Belgia • Szwajcaria                                                                                    |                                                                 |                                                                 | L4                                                              | L4                                                              | L3                                                              | L3                                                              | P1                                                              | P1                                                              |                                                                 | 3                                                               |
| 16                                                              | Dania | FP                                                              | FP                                                              | L3                                                              | L3                                                              | L2                                                              | P1                                                              |                                                                 |                                                                 |                                                                 | 3+1                                                             |
| 17–18                                                           | Bułgaria • Czechy |                                                                 |                                                                 | L3                                                              | L3                                                              | L2                                                              | P1                                                              |                                                                 |                                                                 |                                                                 | 3                                                               |
| 19–21                                                           | Norwegia • Austria • Serbia |                                                                 |                                                                 | L3                                                              | L2                                                              | P1                                                              | P1                                                              |                                                                 |                                                                 |                                                                 | 3                                                               |
| 22–23                                                           | Izrael • Cypr | L3                                                              | L3                                                              | L2                                                              | L2                                                              | P1                                                              | P1                                                              |                                                                 |                                                                 |                                                                 | 3                                                               |
| 24                                                              | Szwecja | FP                                                              | L3                                                              | L2                                                              | L2                                                              | P1                                                              | P1                                                              |                                                                 |                                                                 |                                                                 | 3+1                                                             |
| 25–27                                                           | Słowacja • Polska • Chorwacja | L3                                                              | L3                                                              | L2                                                              | L2                                                              | P1                                                              | P1                                                              |                                                                 |                                                                 |                                                                 | 3                                                               |
| 28                                                              | Finlandia | FP                                                              | L3                                                              | L2                                                              | L2                                                              | P1                                                              | P1                                                              |                                                                 |                                                                 |                                                                 | 3+1                                                             |
| 29–32                                                           | Litwa • Irlandia • Łotwa • Słowenia | L3                                                              | L3                                                              | L2                                                              | P1                                                              |                                                                 |                                                                 |                                                                 |                                                                 |                                                                 | 3                                                               |
| 33–38                                                           | Białoruś • Bośnia i Hercegowina • Węgry • Islandia • Mołdawia • Gruzja                                                                          | L3                                                              | L2                                                              | P1                                                              | P1                                                              |                                                                 |                                                                 |                                                                 |                                                                 |                                                                 | 3                                                               |
| 39                                                              | Liechtenstein |                                                                 |                                                                 | P1                                                              | P1                                                              |                                                                 |                                                                 |                                                                 |                                                                 |                                                                 | 1                                                               |
| 40–51                                                           | Macedonia • Azerbejdżan • Estonia • Albania • Kazachstan • Armenia • Walia • Irlandia Północna • Wyspy Owcze • Luksemburg • Czarnogóra • Andora | L3                                                              | L2                                                              | P1                                                              | P1                                                              |                                                                 |                                                                 |                                                                 |                                                                 |                                                                 | 3                                                               |
| 52–53                                                           | Malta • San Marino | L2                                                              | L2                                                              | P1                                                              | P1                                                              |                                                                 |                                                                 |                                                                 |                                                                 |                                                                 | 2                                                               |
| Razem                                                           | Razem | 52                                                              | 52                                                              | 54                                                              | 54                                                              | 30                                                              | 30                                                              | 24                                                              | 24                                                              | 1                                                               | 162                                                             |

#### Miejsce dla obrońcy tytułu Ligi Europy UEFA
Zgodnie z punktem 2.06 regulaminu rozgrywek Ligi Europy UEFA 2010/2011, obrońca tytułu z poprzedniej edycji miał zagwarantowane miejsce w tych rozgrywkach, o ile nie zakwalifikował się – dzięki pozycji zajętej w tabeli ligowej – do Ligi Mistrzów UEFA. Wówczas miał on prawo gry w fazie grupowej Ligi Europy UEFA. Obowiązywały przy tym następujące zasady:
1. jeśli obrońca tytułu zakwalifikował się do Ligi Europy UEFA również dzięki miejscu w lidze lub udziałowi w finale pucharu krajowego, wtedy liczba miejsc przysługujących danej federacji nie ulega zmianie[9];
2. jeśli obrońca tytułu nie zajął on żadnego z miejsc w rozgrywkach krajowych, uprawniających do gry w europejskich pucharach, występuje on w Lidze Europy UEFA jako dodatkowa drużyna z danej federacji[9].

Zwycięzca Ligi Europy UEFA 2009/2010 – Atlético Madryt – nie uzyskał prawa gry w Lidze Mistrzów UEFA, więc miał zagwarantowane miejsce w fazie grupowej Ligi Europy 2010/2011. Zakwalifikował się jednak do finału Pucharu Hiszpanii 2009/2010, gdzie zmierzył się z Sevilla FC, który zagrał w kwalifikacjach Ligi Mistrzów. Wobec tego Atlético miał zagwarantowany udział w Lidze Europy również dzięki grze w rozgrywkach krajowych.
W tej sytuacji nastąpiła zmiana w podziale miejsc w Lidze Europy. Ponieważ Atlético Madryt przegrał w finale Pucharu Hiszpanii:
- miejsce w III rundzie kwalifikacyjnej zajął zdobywca Pucharu Finlandii 2009 (28. w rankingu),
- miejsce w II rundzie kwalifikacyjnej zajęli zdobywcy Pucharu Malty 2009/2010 i 2. drużyna ligi San Marino 2009/2010[14] (52. i 53. w rankingu); ponadto Getafe CF został przesunięty z III rundy kwalifikacyjnej do rundy play-off.

## Przedstawiciele poszczególnych federacji
Federacje piłkarskie zostały ułożone w kolejności zgodnej z pozycjami zajmowanymi w rankingu współczynników ligowych UEFA 2009.
Oznaczenia w tabeli:
- wsp. – współczynnik klubowy drużyny z 2010 roku[15],
- runda pierwsza – runda, w której dana drużyna rozpoczęła swój udział w rozgrywkach,
- runda ostatnia – runda, w której dana drużyna zakończyła swój udział w rozgrywkach,
- – zdobywca pucharu krajowego,
- – finalista pucharu krajowego (oznaczenie użyte w przypadkach, w których wyróżnienie w tabeli obu finalistów uzasadnia podział miejsc w Lidze Europy UEFA).

### Miejsca 1–10 w rankingu UEFA
Anglia
| Drużyna           | Drużyna           | Wsp.                           | Sposób kwalifikacji            | Runda pierwsza              | Runda ostatnia |
| ----------------- | ----------------- | ------------------------------ | ------------------------------ | --------------------------- | -------------- |
|                   | Chelsea           | 118,371                        | 1. miejsce w lidze (2009/2010) | faza grupowa LM             | ćwierćfinał LM |
| Manchester United | 125,371           | 2. miejsce w lidze (2009/2010) | finał LM                       | faza grupowa LM             |                |
| Arsenal           | 115,371           | 3. miejsce w lidze (2009/2010) | 1/8 finału LM                  | faza grupowa LM             |                |
|                   | Tottenham Hotspur | 56,371                         | 4. miejsce w lidze (2009/2010) | runda play-off LM           | ćwierćfinał LM |
|                   | Manchester City   | 25,871                         | 5. miejsce w lidze (2009/2010) | runda play-off LE           | 1/8 finału LE  |
| Aston Villa       | 33,371            | 6. miejsce w lidze (2009/2010) | runda play-off LE              | runda play-off LE           |                |
|                   | Liverpool         | 115,371                        | 7. miejsce w lidze (2009/2010) | III runda kwalifikacyjna LE | 1/8 finału LE  |

- Uwaga: przegrany finalista Pucharu Anglii 2009/2010 – Portsmouth – nie otrzymał licencji na grę w europejskich pucharach[16].

Hiszpania
| Drużyna       | Drużyna         | Wsp.                           | Sposób kwalifikacji            | Runda pierwsza    | Runda ostatnia  |
| ------------- | --------------- | ------------------------------ | ------------------------------ | ----------------- | --------------- |
|               | FC Barcelona    | 136,951                        | 1. miejsce w lidze (2009/2010) | faza grupowa LM   | Zwycięstwo LM   |
| Real Madryt   | 84,951          | 2. miejsce w lidze (2009/2010) | półfinał LM                    | faza grupowa LM   |                 |
| Valencia CF   | 66,951          | 3. miejsce w lidze (2009/2010) | 1/8 finału LM                  | faza grupowa LM   |                 |
|               | Sevilla FC      | 108,951                        | 4. miejsce w lidze (2009/2010) | runda play-off LM | 1/16 finału LE  |
|               | Atlético Madryt | 63,951                         | obrońca tytułu (2009/2010)     | faza grupowa LE   | faza grupowa LE |
|               | Getafe CF       | 33,951                         | 6. miejsce w lidze (2009/2010) | runda play-off LE | faza grupowa LE |
| Villarreal CF | 70,951          | 7. miejsce w lidze (2009/2010) | półfinał LE                    | runda play-off LE |                 |

- Uwaga: podział miejsc był zależny od tego, czy Puchar Hiszpanii 2009/2010 zdobędzie Atlético Madryt, zwycięzca LE 2009/2010 (patrz wyżej). 5. drużyna ligi – RCD Mallorca – nie otrzymała licencji na grę w europejskich pucharach[17]. Zamiast niej prawo gry w rundzie play-off LE otrzymał Villarreal CF.

Włochy
| Drużyna | Drużyna        | Wsp.                           | Sposób kwalifikacji            | Runda pierwsza              | Runda ostatnia  |
| ------- | -------------- | ------------------------------ | ------------------------------ | --------------------------- | --------------- |
|         | Inter Mediolan | 100,867                        | 1. miejsce w lidze (2009/2010) | faza grupowa LM             | ćwierćfinał LM  |
| Roma    | 83,867         | 2. miejsce w lidze (2009/2010) | 1/8 finału LM                  | faza grupowa LM             |                 |
| Milan   | 99,867         | 3. miejsce w lidze (2009/2010) | 1/8 finału LM                  | faza grupowa LM             |                 |
|         | Sampdoria      | 30,867                         | 4. miejsce w lidze (2009/2010) | runda play-off LM           | faza grupowa LE |
|         | Palermo        | 35,867                         | 5. miejsce w lidze (2009/2010) | runda play-off LE           | faza grupowa LE |
| Napoli  | 14,867         | 6. miejsce w lidze (2009/2010) | 1/16 finału LE                 | runda play-off LE           |                 |
|         | Juventus       | 59,867                         | 7. miejsce w lidze (2009/2010) | III runda kwalifikacyjna LE | faza grupowa LE |

Niemcy
| Drużyna           | Drużyna          | Wsp.                           | Sposób kwalifikacji            | Runda pierwsza              | Runda ostatnia  |
| ----------------- | ---------------- | ------------------------------ | ------------------------------ | --------------------------- | --------------- |
|                   | Bayern Monachium | 110,841                        | 1. miejsce w lidze (2009/2010) | faza grupowa LM             | 1/8 finału LM   |
| FC Schalke 04     | 54,841           | 2. miejsce w lidze (2009/2010) | półfinał LM                    | faza grupowa LM             |                 |
|                   | Werder Brema     | 94,841                         | 3. miejsce w lidze (2009/2010) | runda play-off LM           | faza grupowa LM |
|                   | Bayer Leverkusen | 40,841                         | 4. miejsce w lidze (2009/2010) | runda play-off LE           | 1/8 finału LE   |
| Borussia Dortmund | 14,841           | 5. miejsce w lidze (2009/2010) | faza grupowa LE                | runda play-off LE           |                 |
|                   | VfB Stuttgart    | 52,841                         | 6. miejsce w lidze (2009/2010) | III runda kwalifikacyjna LE | 1/16 finału LE  |

Francja
| Drużyna        | Drużyna             | Wsp.                           | Sposób kwalifikacji            | Runda pierwsza              | Runda ostatnia              |
| -------------- | ------------------- | ------------------------------ | ------------------------------ | --------------------------- | --------------------------- |
|                | Olympique Marsylia  | 62,748                         | 1. miejsce w lidze (2009/2010) | faza grupowa LM             | 1/8 finału LM               |
| Olympique Lyon | 96,748              | 2. miejsce w lidze (2009/2010) |                                | faza grupowa LM             | 1/8 finału LM               |
|                | Auxerre             | 19,748                         | 3. miejsce w lidze (2009/2010) | runda play-off LM           | faza grupowa LM             |
|                | Paris Saint-Germain | 39,748                         | zdobywca pucharu (2009/2010)   | runda play-off LE           | 1/8 finału LE               |
| Lille OSC      | 46,748              | 4. miejsce w lidze (2009/2010) | 1/16 finału LE                 | runda play-off LE           |                             |
|                | Montpellier HSC     | 10,748                         | 5. miejsce w lidze (2009/2010) | III runda kwalifikacyjna LE | III runda kwalifikacyjna LE |

Rosja
| Drużyna        | Drużyna           | Wsp.                      | Sposób kwalifikacji           | Runda pierwsza              | Runda ostatnia    |
| -------------- | ----------------- | ------------------------- | ----------------------------- | --------------------------- | ----------------- |
|                | Rubin Kazań       | 21,758                    | 1. miejsce w lidze (2009)     | faza grupowa LM             | faza grupowa LM   |
| Spartak Moskwa | 33,758            | 2. miejsce w lidze (2009) |                               | faza grupowa LM             | faza grupowa LM   |
|                | Zenit Petersburg  | 61,258                    | 3. miejsce w lidze (2009)     | III runda kwalifikacyjna LM | 1/8 finału LE     |
|                | Lokomotiw Moskwa  | 25,758                    | 4. miejsce w lidze (2009)     | runda play-off LE           | runda play-off LE |
| CSKA Moskwa    | 66,758            | 5. miejsce w lidze (2009) | runda play-off LE             | 1/8 finału LE               |                   |
|                | Sibir Nowosybirsk | 8,758                     | finalista pucharu (2009/2010) | III runda kwalifikacyjna LE | runda play-off LE |

Ukraina
| Drużyna          | Drużyna            | Wsp.                           | Sposób kwalifikacji            | Runda pierwsza              | Runda ostatnia    |
| ---------------- | ------------------ | ------------------------------ | ------------------------------ | --------------------------- | ----------------- |
|                  | Szachtar Donieck   | 73,910                         | 1. miejsce w lidze (2009/2010) | faza grupowa LM             | ćwierćfinał       |
|                  | Dynamo Kijów       | 42,910                         | 2. miejsce w lidze (2009/2010) | III runda kwalifikacyjna LM | ćwierćfinał LE    |
|                  | Tawrija Symferopol | 7,910                          | zdobywca pucharu (2009/2010)   | runda play-off LE           | runda play-off LE |
| Metalist Charków | 25,410             | 3. miejsce w lidze (2009/2010) | runda play-off LE              | 1/16 finału LE              |                   |
|                  | Dnipro             | 14,910                         | 4. miejsce w lidze (2009/2010) | III runda kwalifikacyjna LE | runda play-off LE |
|                  | Karpaty Lwów       | 7,910                          | 5. miejsce w lidze (2009/2010) | II runda kwalifikacyjna LE  | faza grupowa LE   |

Holandia
| Drużyna   | Drużyna       | Wsp.                           | Sposób kwalifikacji            | Runda pierwsza              | Runda ostatnia  |
| --------- | ------------- | ------------------------------ | ------------------------------ | --------------------------- | --------------- |
|           | Twente        | 25,309                         | 1. miejsce w lidze (2009/2010) | faza grupowa LM             | faza grupowa LM |
|           | Ajax          | 55,309                         | 2. miejsce w lidze (2009/2010) | III runda kwalifikacyjna LM | 1/8 finału LM   |
|           | PSV Eindhoven | 66,309                         | 3. miejsce w lidze (2009/2010) | runda play-off LE           | ćwierćfinał LE  |
| Feyenoord | 16,309        | 4. miejsce w lidze (2009/2010) | runda play-off LE              | runda play-off LE           |                 |
|           | AZ Alkmaar    | 48,309                         | 5. miejsce w lidze (2009/2010) | III runda kwalifikacyjna LE | faza grupowa LE |
|           | Utrecht       | 7,309                          | zwycięzca baraży (2009/2010)   | II runda kwalifikacyjna LE  | faza grupowa LE |

Rumunia
| Drużyna          | Drużyna          | Wsp.                           | Sposób kwalifikacji            | Runda pierwsza              | Runda ostatnia             |
| ---------------- | ---------------- | ------------------------------ | ------------------------------ | --------------------------- | -------------------------- |
|                  | CFR Cluj         | 15,898                         | 1. miejsce w lidze (2009/2010) | faza grupowa LM             | faza grupowa LM            |
|                  | Unirea Urziceni  | 18,898                         | 2. miejsce w lidze (2009/2010) | III runda kwalifikacyjna LM | runda play-off LE          |
|                  | FC Vaslui        | 11,398                         | 3. miejsce w lidze (2009/2010) | runda play-off LE           | runda play-off LE          |
| Steaua Bukareszt | 47,898           | 4. miejsce w lidze (2009/2010) | faza grupowa LE                | runda play-off LE           |                            |
|                  | FC Timișoara     | 11,898                         | 5. miejsce w lidze (2009/2010) | III runda kwalifikacyjna LE | runda play-off LE          |
|                  | Dinamo Bukareszt | 28,898                         | 6. miejsce w lidze (2009/2010) | II runda kwalifikacyjna LE  | II runda kwalifikacyjna LE |

Portugalia
| Drużyna | Drużyna     | Wsp.   | Sposób kwalifikacji            | Runda pierwsza              | Runda ostatnia    |
| ------- | ----------- | ------ | ------------------------------ | --------------------------- | ----------------- |
|         | SL Benfica  | 72,659 | 1. miejsce w lidze (2009/2010) | faza grupowa LM             | półfinał LE       |
|         | SC Braga    | 39,659 | 2. miejsce w lidze (2009/2010) | III runda kwalifikacyjna LM | finał LE          |
|         | FC Porto    | 76,659 | zdobywca pucharu (2009/2010)   | runda play-off LE           | zwycięstwo LE     |
|         | Sporting CP | 57,659 | 4. miejsce w lidze (2009/2010) | III runda kwalifikacyjna LE | 1/16 finału LE    |
|         | CS Marítimo | 7,659  | 5. miejsce w lidze (2009/2010) | II runda kwalifikacyjna LE  | runda play-off LE |

- Uwaga: FC Porto zdobył jednocześnie 3. miejsce w lidze.

### Miejsca 11–20 w rankingu UEFA
Turcja
| Drużyna | Drużyna        | Wsp.   | Sposób kwalifikacji            | Runda pierwsza              | Runda ostatnia    |
| ------- | -------------- | ------ | ------------------------------ | --------------------------- | ----------------- |
|         | Bursaspor      | 6,890  | 1. miejsce w lidze (2009/2010) | faza grupowa LM             | faza grupowa LM   |
|         | Fenerbahçe SK  | 54,890 | 2. miejsce w lidze (2009/2010) | III runda kwalifikacyjna LM | runda play-off LE |
|         | Trabzonspor    | 10,390 | zdobywca pucharu (2009/2010)   | runda play-off LE           | runda play-off LE |
|         | Galatasaray SK | 43,890 | 3. miejsce w lidze (2009/2010) | III runda kwalifikacyjna LE | runda play-off LE |
|         | Beşiktaş JK    | 33,890 | 4. miejsce w lidze (2009/2010) | II runda kwalifikacyjna LE  | 1/16 finału LE    |

Grecja
| Drużyna | Drużyna          | Wsp.   | Sposób kwalifikacji            | Runda pierwsza              | Runda ostatnia              |
| ------- | ---------------- | ------ | ------------------------------ | --------------------------- | --------------------------- |
|         | Panathinaikos AO | 56,979 | 1. miejsce w lidze (2009/2010) | faza grupowa LM             | faza grupowa LM             |
|         | PAOK FC          | 11,479 | 2. miejsce w lidze (2009/2010) | III runda kwalifikacyjna LM | 1/16 finału LE              |
|         | AEK Ateny        | 25,979 | 3. miejsce w lidze (2009/2010) | runda play-off LE           | faza grupowa LE             |
|         | Aris FC          | 12,979 | 4. miejsce w lidze (2009/2010) | III runda kwalifikacyjna LE | 1/16 finału LE              |
|         | Olympiakos SFP   | 54,979 | 5. miejsce w lidze (2009/2010) | II runda kwalifikacyjna LE  | III runda kwalifikacyjna LE |

Szkocja
| Drużyna | Drużyna       | Wsp.   | Sposób kwalifikacji            | Runda pierwsza              | Runda ostatnia              |
| ------- | ------------- | ------ | ------------------------------ | --------------------------- | --------------------------- |
|         | Rangers       | 56,158 | 1. miejsce w lidze (2009/2010) | faza grupowa LM             | faza grupowa LM             |
|         | Celtic        | 38,158 | 2. miejsce w lidze (2009/2010) | III runda kwalifikacyjna LM | runda play-off LE           |
|         | Dundee United | 5,158  | zdobywca pucharu (2009/2010)   | runda play-off LE           | runda play-off LE           |
|         | Hibernian     | 6,158  | 4. miejsce w lidze (2009/2010) | III runda kwalifikacyjna LE | III runda kwalifikacyjna LE |
|         | Motherwell    | 6,158  | 5. miejsce w lidze (2009/2010) | II runda kwalifikacyjna LE  | runda play-off LE           |

- Uwaga: Dundee United zdobył jednocześnie 3. miejsce w lidze.

Belgia
| Drużyna | Drużyna        | Wsp.   | Sposób kwalifikacji            | Runda pierwsza              | Runda ostatnia              |
| ------- | -------------- | ------ | ------------------------------ | --------------------------- | --------------------------- |
|         | RSC Anderlecht | 42,580 | 1. miejsce w lidze (2009/2010) | III runda kwalifikacyjna LM | 1/16 finału LE              |
|         | KAA Gent       | 6,580  | 2. miejsce w lidze (2009/2010) | III runda kwalifikacyjna LM | faza grupowa LE             |
|         | Club Brugge    | 36,580 | 3. miejsce w lidze (2009/2010) | runda play-off LE           | faza grupowa LE             |
|         | KRC Genk       | 8,080  | zwycięzca barażu (2009/2010)   | III runda kwalifikacyjna LE | runda play-off LE           |
|         | Cercle Brugge  | 5,580  | finalista pucharu (2009/2010)  | II runda kwalifikacyjna LE  | III runda kwalifikacyjna LE |

Szwajcaria
| Drużyna | Drużyna                 | Wsp.   | Sposób kwalifikacji            | Runda pierwsza              | Runda ostatnia              |
| ------- | ----------------------- | ------ | ------------------------------ | --------------------------- | --------------------------- |
|         | FC Basel                | 48,675 | 1. miejsce w lidze (2009/2010) | III runda kwalifikacyjna LM | faza grupowa LM             |
|         | BSC Young Boys          | 7,675  | 2. miejsce w lidze (2009/2010) | III runda kwalifikacyjna LM | 1/16 finału LE              |
|         | Grasshopper Club Zurych | 12,675 | 3. miejsce w lidze (2009/2010) | runda play-off LE           | runda play-off LE           |
|         | FC Luzern               | 5,675  | 4. miejsce w lidze (2009/2010) | III runda kwalifikacyjna LE | III runda kwalifikacyjna LE |
|         | FC Lausanne-Sport       | 5,675  | finalista pucharu (2009/2010)  | II runda kwalifikacyjna LE  | III runda kwalifikacyjna LE |

Dania
| Drużyna   | Drużyna         | Wsp.                           | Sposób kwalifikacji            | Runda pierwsza              | Runda ostatnia              |
| --------- | --------------- | ------------------------------ | ------------------------------ | --------------------------- | --------------------------- |
|           | FC Kopenhaga    | 34,470                         | 1. miejsce w lidze (2009/2010) | III runda kwalifikacyjna LM | 1/8 finału LM               |
|           | FC Nordsjælland | 5,470                          | zdobywca pucharu (2009/2010)   | III runda kwalifikacyjna LE | III runda kwalifikacyjna LE |
| Odense BK | 14,970          | 2. miejsce w lidze (2009/2010) | faza grupowa LE                |                             |                             |
|           | Brøndby IF      | 12,970                         | 3. miejsce w lidze (2009/2010) | II runda kwalifikacyjna LE  | runda play-off LE           |
|           | Randers FC      | 6,470                          | ranking Fair Play (2009/2010)  | I runda kwalifikacyjna LE   | III runda kwalifikacyjna LE |

Bułgaria
| Drużyna    | Drużyna            | Wsp.                           | Sposób kwalifikacji            | Runda pierwsza              | Runda ostatnia              |
| ---------- | ------------------ | ------------------------------ | ------------------------------ | --------------------------- | --------------------------- |
|            | Liteks Łowecz      | 15,900                         | 1. miejsce w lidze (2009/2010) | II runda kwalifikacyjna LM  | runda play-off LE           |
|            | Beroe Stara Zagora | 4,400                          | zdobywca pucharu (2009/2010)   | III runda kwalifikacyjna LE | III runda kwalifikacyjna LE |
| CSKA Sofia | 15,400             | 2. miejsce w lidze (2009/2010) | faza grupowa LE                | faza grupowa LE             |                             |
|            | Lewski Sofia       | 25,400                         | 3. miejsce w lidze (2009/2010) | II runda kwalifikacyjna LE  |                             |

Czechy
| Drużyna     | Drużyna         | Wsp.                           | Sposób kwalifikacji            | Runda pierwsza              | Runda ostatnia              |
| ----------- | --------------- | ------------------------------ | ------------------------------ | --------------------------- | --------------------------- |
|             | Sparta Praga    | 27,395                         | 1. miejsce w lidze (2009/2010) | II runda kwalifikacyjna LM  | 1/16 finału LE              |
|             | Viktoria Pilzno | 4,395                          | zdobywca pucharu (2009/2010)   | III runda kwalifikacyjna LE | III runda kwalifikacyjna LE |
| FK Jablonec | 4,395           | 2. miejsce w lidze (2009/2010) |                                | III runda kwalifikacyjna LE | III runda kwalifikacyjna LE |
|             | Baník Ostrawa   | 7,395                          | 3. miejsce w lidze (2009/2010) | II runda kwalifikacyjna LE  | III runda kwalifikacyjna LE |

Norwegia
| Drużyna | Drużyna      | Wsp.                      | Sposób kwalifikacji        | Runda pierwsza              | Runda ostatnia              |
| ------- | ------------ | ------------------------- | -------------------------- | --------------------------- | --------------------------- |
|         | Rosenborg BK | 23,980                    | 1. miejsce w lidze (2009)  | II runda kwalifikacyjna LM  | faza grupowa LE             |
|         | Aalesunds FK | 3,480                     | zdobywca pucharu (2009)    | III runda kwalifikacyjna LE | III runda kwalifikacyjna LE |
|         | Molde FK     | 4,480                     | 2. miejsce w lidze (2009)  | II runda kwalifikacyjna LE  | III runda kwalifikacyjna LE |
| Stabæk  | 4,980        | 3. miejsce w lidze (2009) | II runda kwalifikacyjna LE | II runda kwalifikacyjna LE  |                             |

Austria
| Drużyna      | Drużyna           | Wsp.                           | Sposób kwalifikacji            | Runda pierwsza              | Runda ostatnia    |
| ------------ | ----------------- | ------------------------------ | ------------------------------ | --------------------------- | ----------------- |
|              | Red Bull Salzburg | 19,915                         | 1. miejsce w lidze (2009/2010) | II runda kwalifikacyjna LM  | faza grupowa LE   |
|              | Sturm Graz        | 6,915                          | zdobywca pucharu (2009/2010)   | III runda kwalifikacyjna LE | runda play-off LE |
|              | Austria Wiedeń    | 16,915                         | 2. miejsce w lidze (2009/2010) | II runda kwalifikacyjna LE  | runda play-off LE |
| Rapid Wiedeń | 11,915            | 3. miejsce w lidze (2009/2010) | faza grupowa LE                | II runda kwalifikacyjna LE  |                   |

### Miejsca 21–30 w rankingu UEFA
Serbia
| Drużyna               | Drużyna          | Wsp.                           | Sposób kwalifikacji            | Runda pierwsza              | Runda ostatnia              |
| --------------------- | ---------------- | ------------------------------ | ------------------------------ | --------------------------- | --------------------------- |
|                       | Partizan Belgrad | 13,800                         | 1. miejsce w lidze (2009/2010) | II runda kwalifikacyjna LM  | faza grupowa LM             |
|                       | FK Crvena zvezda | 13,300                         | zdobywca pucharu (2009/2010)   | III runda kwalifikacyjna LE | III runda kwalifikacyjna LE |
|                       | OFK Beograd      | 2,800                          | 3. miejsce w lidze (2009/2010) | II runda kwalifikacyjna LE  | III runda kwalifikacyjna LE |
| Spartak Zlatibor Voda | 2,800            | 4. miejsce w lidze (2009/2010) |                                | II runda kwalifikacyjna LE  | III runda kwalifikacyjna LE |

- Uwaga: FK Crvena zvezda zdobył jednocześnie 2. miejsce w lidze.

Izrael
| Drużyna              | Drużyna          | Wsp.                          | Sposób kwalifikacji            | Runda pierwsza              | Runda ostatnia              |
| -------------------- | ---------------- | ----------------------------- | ------------------------------ | --------------------------- | --------------------------- |
|                      | Hapoel Tel Awiw  | 27,775                        | 1. miejsce w lidze (2009/2010) | II runda kwalifikacyjna LM  | faza grupowa LM             |
|                      | Maccabi Hajfa    | 19,775                        | 2. miejsce w lidze (2009/2010) | III runda kwalifikacyjna LE | III runda kwalifikacyjna LE |
|                      | Maccabi Tel Awiw | 3,775                         | 3. miejsce w lidze (2009/2010) | II runda kwalifikacyjna LE  | runda play-off LE           |
| Bene Jehuda Tel Awiw | 5,275            | finalista pucharu (2009/2010) | II runda kwalifikacyjna LE     | II runda kwalifikacyjna LE  |                             |

Cypr
| Drużyna | Drużyna              | Wsp.   | Sposób kwalifikacji            | Runda pierwsza              | Runda ostatnia              |                   |
| ------- | -------------------- | ------ | ------------------------------ | --------------------------- | --------------------------- | ----------------- |
|         | Omonia Nikozja       | 4,599  | 1. miejsce w lidze (2009/2010) | II runda kwalifikacyjna LM  | runda play-off LE           |                   |
|         | Apollon Limassol     | 3,599  | zdobywca pucharu (2009/2010)   | III runda kwalifikacyjna LE | III runda kwalifikacyjna LE |                   |
|         | APOEL Nikozja        | 11,599 | 2. miejsce w lidze (2009/2010) | II runda kwalifikacyjna LE  | runda play-off LE           | runda play-off LE |
|         | Anorthosis Famagusta | 13,099 | 3. miejsce w lidze (2009/2010) | I runda kwalifikacyjna LE   | runda play-off LE           | runda play-off LE |

Szwecja
| Drużyna  | Drużyna      | Wsp.                          | Sposób kwalifikacji        | Runda pierwsza              | Runda ostatnia              |
| -------- | ------------ | ----------------------------- | -------------------------- | --------------------------- | --------------------------- |
|          | AIK Fotboll  | 3,838                         | 1. miejsce w lidze (2009)  | II runda kwalifikacyjna LM  | runda play-off LE           |
|          | IFK Göteborg | 3,838                         | 2. miejsce w lidze (2009)  | III runda kwalifikacyjna LE | III runda kwalifikacyjna LE |
|          | IF Elfsborg  | 7,338                         | 3. miejsce w lidze (2009)  | II runda kwalifikacyjna LE  | runda play-off LE           |
|          | Kalmar FF    | 5,838                         | 4. miejsce w lidze (2009)  | I runda kwalifikacyjna LE   | III runda kwalifikacyjna LE |
| Gefle IF | 2,838        | ranking Fair Play (2009/2010) | II runda kwalifikacyjna LE | II runda kwalifikacyjna LE  |                             |

Słowacja
| Drużyna | Drużyna                | Wsp.   | Sposób kwalifikacji            | Runda pierwsza              | Runda ostatnia             |
| ------- | ---------------------- | ------ | ------------------------------ | --------------------------- | -------------------------- |
|         | MŠK Žilina             | 10,666 | 1. miejsce w lidze (2009/2010) | II runda kwalifikacyjna LM  | faza grupowa LM            |
|         | Slovan Bratysława      | 4,666  | zdobywca pucharu (2009/2010)   | III runda kwalifikacyjna LE | runda play-off LE          |
|         | Dukla Bańska Bystrzyca | 3,166  | 3. miejsce w lidze (2009/2010) | II runda kwalifikacyjna LE  | II runda kwalifikacyjna LE |
|         | FC Nitra               | 3,166  | 4. miejsce w lidze (2009/2010) | I runda kwalifikacyjna LE   | I runda kwalifikacyjna LE  |

- Uwaga: Slovan Bratysława zdobył jednocześnie 2. miejsce w lidze.

Polska
| Drużyna | Drużyna               | Wsp.   | Sposób kwalifikacji            | Runda pierwsza              | Runda ostatnia              |
| ------- | --------------------- | ------ | ------------------------------ | --------------------------- | --------------------------- |
|         | Lech Poznań           | 11,008 | 1. miejsce w lidze (2009/2010) | II runda kwalifikacyjna LM  | 1/16 finału LE              |
|         | Jagiellonia Białystok | 2,508  | zdobywca pucharu (2009/2010)   | III runda kwalifikacyjna LE | III runda kwalifikacyjna LE |
|         | Wisła Kraków          | 8,508  | 2. miejsce w lidze (2009/2010) | II runda kwalifikacyjna LE  | III runda kwalifikacyjna LE |
|         | Ruch Chorzów          | 2,508  | 3. miejsce w lidze (2009/2010) | I runda kwalifikacyjna LE   | III runda kwalifikacyjna LE |

Chorwacja
| Drużyna | Drużyna          | Wsp.   | Sposób kwalifikacji            | Runda pierwsza              | Runda ostatnia             |
| ------- | ---------------- | ------ | ------------------------------ | --------------------------- | -------------------------- |
|         | Dinamo Zagrzeb   | 14,466 | 1. miejsce w lidze (2009/2010) | II runda kwalifikacyjna LM  | faza grupowa LE            |
|         | Hajduk Split     | 3,466  | zdobywca pucharu (2009/2010)   | III runda kwalifikacyjna LE | faza grupowa LE            |
|         | Cibalia Vinkovci | 2,466  | 3. miejsce w lidze (2009/2010) | II runda kwalifikacyjna LE  | II runda kwalifikacyjna LE |
|         | HNK Šibenik      | 2,466  | 4. miejsce w lidze (2009/2010) | I runda kwalifikacyjna LE   | II runda kwalifikacyjna LE |

- Uwaga: Hajduk Split zdobył jednocześnie 2. miejsce w lidze.

Finlandia
| Drużyna              | Drużyna          | Wsp.                          | Sposób kwalifikacji         | Runda pierwsza              | Runda ostatnia              |                            |
| -------------------- | ---------------- | ----------------------------- | --------------------------- | --------------------------- | --------------------------- | -------------------------- |
|                      | HJK Helsinki     | 2,399                         | 1. miejsce w lidze (2009)   | II runda kwalifikacyjna LM  | runda play-off LE           |                            |
|                      | Inter Turku      | 2,899                         | zdobywca pucharu (2009)     | III runda kwalifikacyjna LE | III runda kwalifikacyjna LE |                            |
|                      | FC Honka         | 2,899                         | 2. miejsce w lidze (2009)   | II runda kwalifikacyjna LE  | II runda kwalifikacyjna LE  | II runda kwalifikacyjna LE |
|                      | Turun Palloseura | 1,899                         | 3. miejsce w lidze (2009)   | I runda kwalifikacyjna LE   | II runda kwalifikacyjna LE  | II runda kwalifikacyjna LE |
| Myllykosken Pallo-47 | 2,899            | ranking Fair Play (2009/2010) | III runda kwalifikacyjna LE | I runda kwalifikacyjna LE   |                             |                            |

Litwa
| Drużyna   | Drużyna           | Wsp.                      | Sposób kwalifikacji       | Runda pierwsza             | Runda ostatnia             |
| --------- | ----------------- | ------------------------- | ------------------------- | -------------------------- | -------------------------- |
|           | Ekranas Poniewież | 2,683                     | 1. miejsce w lidze (2009) | II runda kwalifikacyjna LM | II runda kwalifikacyjna LM |
|           | Sūduva Mariampol  | 2,183                     | 3. miejsce w lidze (2009) | II runda kwalifikacyjna LE | II runda kwalifikacyjna LE |
| FK Szawle | 1,683             | 4. miejsce w lidze (2009) |                           | II runda kwalifikacyjna LE | II runda kwalifikacyjna LE |
|           | Tauras Taurogi    | 1,683                     | 5. miejsce w lidze (2009) | I runda kwalifikacyjna LE  | II runda kwalifikacyjna LE |

- Uwaga: 2. drużyna ligi i finalista Pucharu Litwy 2009/2010 – Vėtra Wilno – nie otrzymała licencji na grę w europejskich pucharach[18].

Irlandia
| Drużyna         | Drużyna         | Wsp.                      | Sposób kwalifikacji         | Runda pierwsza             | Runda ostatnia             |
| --------------- | --------------- | ------------------------- | --------------------------- | -------------------------- | -------------------------- |
|                 | Bohemian F.C.   | 2,908                     | 1. miejsce w lidze (2009)   | II runda kwalifikacyjna LM | II runda kwalifikacyjna LM |
|                 | Sporting Fingal | 1,908                     | zdobywca pucharu (2009)     | II runda kwalifikacyjna LE | II runda kwalifikacyjna LE |
| Shamrock Rovers | 1,908           | 2. miejsce w lidze (2009) | III runda kwalifikacyjna LE | II runda kwalifikacyjna LE |                            |
|                 | Dundalk F.C.    | 1,908                     | 5. miejsce w lidze (2009)   | I runda kwalifikacyjna LE  | II runda kwalifikacyjna LE |

- Uwaga: 3. drużyna ligi – Cork City – została rozwiązana[19], a 4. drużyna – Derry City – została karnie zdegradowana z ligi[20].

### Miejsca 31–40 w rankingu UEFA
Łotwa
| Drużyna      | Drużyna            | Wsp.                      | Sposób kwalifikacji          | Runda pierwsza             | Runda ostatnia             |
| ------------ | ------------------ | ------------------------- | ---------------------------- | -------------------------- | -------------------------- |
|              | Liepājas Metalurgs | 2,149                     | 1. miejsce w lidze (2009)    | II runda kwalifikacyjna LM | II runda kwalifikacyjna LM |
|              | FK Jelgava         | 1,649                     | zdobywca pucharu (2009/2010) | II runda kwalifikacyjna LE | II runda kwalifikacyjna LE |
| FK Ventspils | 4,649              | 2. miejsce w lidze (2009) |                              | II runda kwalifikacyjna LE | II runda kwalifikacyjna LE |
|              | Skonto Ryga        | 2,149                     | 3. miejsce w lidze (2009)    | I runda kwalifikacyjna LE  | I runda kwalifikacyjna LE  |

Słowenia
| Drużyna   | Drużyna          | Wsp.                           | Sposób kwalifikacji            | Runda pierwsza             | Runda ostatnia             |
| --------- | ---------------- | ------------------------------ | ------------------------------ | -------------------------- | -------------------------- |
|           | FC Koper         | 1,391                          | 1. miejsce w lidze (2009/2010) | II runda kwalifikacyjna LM | II runda kwalifikacyjna LM |
|           | NK Maribor       | 2,891                          | zdobywca pucharu (2009/2010)   | II runda kwalifikacyjna LE | runda play-off LE          |
| ND Gorica | 1,891            | 3. miejsce w lidze (2009/2010) | II runda kwalifikacyjna LE     | II runda kwalifikacyjna LE |                            |
|           | Olimpija Lublana | 1,391                          | 4. miejsce w lidze (2009/2010) | I runda kwalifikacyjna LE  | I runda kwalifikacyjna LE  |

- Uwaga: NK Maribor zdobył jednocześnie 2. miejsce w lidze.

Białoruś
| Drużyna          | Drużyna         | Wsp.                          | Sposób kwalifikacji        | Runda pierwsza             | Runda ostatnia    |
| ---------------- | --------------- | ----------------------------- | -------------------------- | -------------------------- | ----------------- |
|                  | BATE Borysów    | 13,308                        | 1. miejsce w lidze (2009)  | II runda kwalifikacyjna LM | 1/16 finału LE    |
|                  | Dynama Mińsk    | 2,808                         | 2. miejsce w lidze (2009)  | II runda kwalifikacyjna LE | runda play-off LE |
|                  | Dniapro Mohylew | 2,308                         | 3. miejsce w lidze (2009)  | I runda kwalifikacyjna LE  | runda play-off LE |
| Tarpieda Żodzino | 2,308           | finalista pucharu (2009/2010) | II runda kwalifikacyjna LE | I runda kwalifikacyjna LE  |                   |

Bośnia i Hercegowina
| Drużyna         | Drużyna          | Wsp.                           | Sposób kwalifikacji            | Runda pierwsza             | Runda ostatnia             |
| --------------- | ---------------- | ------------------------------ | ------------------------------ | -------------------------- | -------------------------- |
|                 | FK Željezničar   | 1,749                          | 1. miejsce w lidze (2009/2010) | II runda kwalifikacyjna LM | II runda kwalifikacyjna LM |
|                 | Borac Banja Luka | 1,749                          | zdobywca pucharu (2009/2010)   | II runda kwalifikacyjna LE | II runda kwalifikacyjna LE |
|                 | NK Široki Brijeg | 2,249                          | 2. miejsce w lidze (2009/2010) | I runda kwalifikacyjna LE  | II runda kwalifikacyjna LE |
| Zrinjski Mostar | 2,749            | 4. miejsce w lidze (2009/2010) | III runda kwalifikacyjna LE    | I runda kwalifikacyjna LE  |                            |

- Uwaga: Borac Banja Luka zdobył jednocześnie 3. miejsce w lidze.

Węgry
| Drużyna          | Drużyna       | Wsp.                          | Sposób kwalifikacji            | Runda pierwsza             | Runda ostatnia             |
| ---------------- | ------------- | ----------------------------- | ------------------------------ | -------------------------- | -------------------------- |
|                  | Debreceni VSC | 5,350                         | 1. miejsce w lidze (2009/2010) | II runda kwalifikacyjna LM | faza grupowa LE            |
|                  | Videoton FC   | 1,350                         | 2. miejsce w lidze (2009/2010) | II runda kwalifikacyjna LE | II runda kwalifikacyjna LE |
|                  | Győri ETO     | 1,350                         | 3. miejsce w lidze (2009/2010) | I runda kwalifikacyjna LE  | runda play-off LE          |
| Zalaegerszegi TE | 1,350         | finalista pucharu (2009/2010) | I runda kwalifikacyjna LE      | I runda kwalifikacyjna LE  |                            |

Islandia
| Drużyna | Drużyna    | Wsp.                      | Sposób kwalifikacji       | Runda pierwsza             | Runda ostatnia             |
| ------- | ---------- | ------------------------- | ------------------------- | -------------------------- | -------------------------- |
|         | FH         | 2,083                     | 1. miejsce w lidze (2009) | II runda kwalifikacyjna LM | II runda kwalifikacyjna LM |
|         | Breiðablik | 1,083                     | zdobywca pucharu (2009)   | II runda kwalifikacyjna LE | II runda kwalifikacyjna LE |
|         | KR         | 2,083                     | 2. miejsce w lidze (2009) | I runda kwalifikacyjna LE  | II runda kwalifikacyjna LE |
| Fylkir  | 1,083      | 3. miejsce w lidze (2009) | I runda kwalifikacyjna LE | I runda kwalifikacyjna LE  |                            |

Mołdawia
| Drużyna         | Drużyna             | Wsp.                          | Sposób kwalifikacji            | Runda pierwsza             | Runda ostatnia             |
| --------------- | ------------------- | ----------------------------- | ------------------------------ | -------------------------- | -------------------------- |
|                 | Sheriff Tyraspol    | 5,458                         | 1. miejsce w lidze (2009/2010) | II runda kwalifikacyjna LM | faza grupowa LE            |
|                 | Iscra-Stali Rybnica | 1,958                         | 2. miejsce w lidze (2009/2010) | II runda kwalifikacyjna LE | II runda kwalifikacyjna LE |
|                 | Olimpia Bielce      | 1,458                         | 3. miejsce w lidze (2009/2010) | I runda kwalifikacyjna LE  | II runda kwalifikacyjna LE |
| Dacia Kiszyniów | 1,958               | finalista pucharu (2009/2010) |                                | I runda kwalifikacyjna LE  | II runda kwalifikacyjna LE |

Gruzja
| Drużyna   | Drużyna             | Wsp.                           | Sposób kwalifikacji            | Runda pierwsza             | Runda ostatnia              |
| --------- | ------------------- | ------------------------------ | ------------------------------ | -------------------------- | --------------------------- |
|           | Metalurgi Rustawi   | 1,649                          | 1. miejsce w lidze (2009/2010) | II runda kwalifikacyjna LM | II runda kwalifikacyjna LM  |
|           | WIT Georgia Tbilisi | 2,149                          | zdobywca pucharu (2009/2010)   | II runda kwalifikacyjna LE | II runda kwalifikacyjna LE  |
|           | Dinamo Tbilisi      | 2,149                          | 2. miejsce w lidze (2009/2010) | I runda kwalifikacyjna LE  | III runda kwalifikacyjna LE |
| Zestaponi | 1,649               | 3. miejsce w lidze (2009/2010) |                                | I runda kwalifikacyjna LE  | III runda kwalifikacyjna LE |

Liechtenstein
| Drużyna | Drużyna  | Wsp.  | Sposób kwalifikacji          | Runda pierwsza             | Runda ostatnia             |
| ------- | -------- | ----- | ---------------------------- | -------------------------- | -------------------------- |
|         | FC Vaduz | 1,900 | zdobywca pucharu (2009/2010) | II runda kwalifikacyjna LE | II runda kwalifikacyjna LE |

Macedonia
| Drużyna         | Drużyna            | Wsp.                           | Sposób kwalifikacji            | Runda pierwsza             | Runda ostatnia              |
| --------------- | ------------------ | ------------------------------ | ------------------------------ | -------------------------- | --------------------------- |
|                 | FK Renowa          | 1,316                          | 1. miejsce w lidze (2009/2010) | II runda kwalifikacyjna LM | II runda kwalifikacyjna LM  |
|                 | FK Teteks          | 1,066                          | zdobywca pucharu (2009/2010)   | II runda kwalifikacyjna LE | III runda kwalifikacyjna LE |
|                 | Rabotniczki Skopje | 3,066                          | 2. miejsce w lidze (2009/2010) | I runda kwalifikacyjna LE  | III runda kwalifikacyjna LE |
| Metałurg Skopje | 1,066              | 3. miejsce w lidze (2009/2010) | I runda kwalifikacyjna LE      | I runda kwalifikacyjna LE  |                             |

### Miejsca 41–53 w rankingu UEFA
Azerbejdżan
| Drużyna        | Drużyna    | Wsp.                           | Sposób kwalifikacji            | Runda pierwsza             | Runda ostatnia             |
| -------------- | ---------- | ------------------------------ | ------------------------------ | -------------------------- | -------------------------- |
|                | İnter Baku | 1,349                          | 1. miejsce w lidze (2009/2010) | II runda kwalifikacyjna LM | II runda kwalifikacyjna LM |
|                | FK Bakı    | 2,599                          | zdobywca pucharu (2009/2010)   | II runda kwalifikacyjna LE | II runda kwalifikacyjna LE |
|                | Qarabağ FK | 2,599                          | 3. miejsce w lidze (2009/2010) | I runda kwalifikacyjna LE  | runda play-off LE          |
| Xəzər Lenkoran | 1,099      | 4. miejsce w lidze (2009/2010) | I runda kwalifikacyjna LE      | I runda kwalifikacyjna LE  |                            |

- Uwaga: FK Bakı zdobył jednocześnie 2. miejsce w lidze.

Estonia
| Drużyna       | Drużyna              | Wsp.                          | Sposób kwalifikacji       | Runda pierwsza             | Runda ostatnia             |
| ------------- | -------------------- | ----------------------------- | ------------------------- | -------------------------- | -------------------------- |
|               | Tallinna FCI Levadia | 2,374                         | 1. miejsce w lidze (2009) | II runda kwalifikacyjna LM | II runda kwalifikacyjna LM |
|               | JK Sillamäe Kalev    | 0,874                         | 2. miejsce w lidze (2009) | II runda kwalifikacyjna LE | II runda kwalifikacyjna LE |
|               | JK Narva Trans       | 1,124                         | 3. miejsce w lidze (2009) | I runda kwalifikacyjna LE  | I runda kwalifikacyjna LE  |
| Flora Tallinn | 1,374                | finalista pucharu (2009/2010) |                           | I runda kwalifikacyjna LE  | I runda kwalifikacyjna LE  |

Albania
| Drużyna | Drużyna       | Wsp.                           | Sposób kwalifikacji            | Runda pierwsza             | Runda ostatnia             |
| ------- | ------------- | ------------------------------ | ------------------------------ | -------------------------- | -------------------------- |
|         | Dinamo Tirana | 1,049                          | 1. miejsce w lidze (2009/2010) | II runda kwalifikacyjna LM | II runda kwalifikacyjna LM |
|         | Besa Kavaja   | 0,799                          | zdobywca pucharu (2009/2010)   | II runda kwalifikacyjna LE | II runda kwalifikacyjna LE |
|         | KF Tirana     | 1,799                          | 3. miejsce w lidze (2009/2010) | I runda kwalifikacyjna LE  | II runda kwalifikacyjna LE |
| KF Laçi | 0,799         | 4. miejsce w lidze (2009/2010) | I runda kwalifikacyjna LE      | I runda kwalifikacyjna LE  |                            |

- Uwaga: Besa Kavaja zdobył jednocześnie 2. miejsce w lidze.

Kazachstan
| Drużyna        | Drużyna             | Wsp.                      | Sposób kwalifikacji       | Runda pierwsza             | Runda ostatnia             |
| -------------- | ------------------- | ------------------------- | ------------------------- | -------------------------- | -------------------------- |
|                | FK Aktöbe           | 2,399                     | 1. miejsce w lidze (2009) | II runda kwalifikacyjna LM | runda play-off LE          |
|                | FK Atyrau           | 0,899                     | zdobywca pucharu (2009)   | II runda kwalifikacyjna LE | II runda kwalifikacyjna LE |
|                | Szachtior Karaganda | 0,899                     | 3. miejsce w lidze (2009) | I runda kwalifikacyjna LE  | I runda kwalifikacyjna LE  |
| Toboł Kustanaj | 1,399               | 4. miejsce w lidze (2009) |                           | I runda kwalifikacyjna LE  | I runda kwalifikacyjna LE  |

- Uwaga: 2. drużyna ligi – Łokomotiw Astana – nie otrzymała licencji na grę w europejskich pucharach[21].

Armenia
| Drużyna       | Drużyna       | Wsp.                     | Sposób kwalifikacji       | Runda pierwsza             | Runda ostatnia             |
| ------------- | ------------- | ------------------------ | ------------------------- | -------------------------- | -------------------------- |
|               | Piunik Erywań | 1,599                    | 1. miejsce w lidze (2009) | II runda kwalifikacyjna LM | II runda kwalifikacyjna LM |
|               | Mika Erywań   | 0,849                    | 2. miejsce w lidze (2009) | II runda kwalifikacyjna LE | II runda kwalifikacyjna LE |
|               | Ulis Erywań   | 0,599                    | 3. miejsce w lidze (2009) | I runda kwalifikacyjna LE  | I runda kwalifikacyjna LE  |
| Bananc Erywań | 0,849         | finalista pucharu (2010) |                           | I runda kwalifikacyjna LE  | I runda kwalifikacyjna LE  |

Walia
| Drużyna               | Drużyna             | Wsp.                           | Sposób kwalifikacji            | Runda pierwsza             | Runda ostatnia              |
| --------------------- | ------------------- | ------------------------------ | ------------------------------ | -------------------------- | --------------------------- |
|                       | The New Saints F.C. | 0,766                          | 1. miejsce w lidze (2009/2010) | II runda kwalifikacyjna LM | runda play-off LE           |
|                       | Bangor City         | 1,016                          | zdobywca pucharu (2009/2010)   | II runda kwalifikacyjna LE | III runda kwalifikacyjna LE |
|                       | Llanelli AFC        | 0,766                          | 2. miejsce w lidze (2009/2010) | I runda kwalifikacyjna LE  | I runda kwalifikacyjna LE   |
| Port Talbot Town F.C. | 0,516               | 3. miejsce w lidze (2009/2010) |                                | I runda kwalifikacyjna LE  | I runda kwalifikacyjna LE   |

Irlandia Północna
| Drużyna        | Drużyna           | Wsp.                          | Sposób kwalifikacji            | Runda pierwsza             | Runda ostatnia              |
| -------------- | ----------------- | ----------------------------- | ------------------------------ | -------------------------- | --------------------------- |
|                | Linfield F.C.     | 0,574                         | 1. miejsce w lidze (2009/2010) | II runda kwalifikacyjna LM | II runda kwalifikacyjna LM  |
|                | Cliftonville F.C. | 0,324                         | 2. miejsce w lidze (2009/2010) | II runda kwalifikacyjna LE | III runda kwalifikacyjna LE |
|                | Glentoran F.C.    | 1,324                         | 3. miejsce w lidze (2009/2010) | I runda kwalifikacyjna LE  | I runda kwalifikacyjna LE   |
| Portadown F.C. | 0,324             | finalista pucharu (2009/2010) | II runda kwalifikacyjna LE     | I runda kwalifikacyjna LE  |                             |

Wyspy Owcze
| Drużyna     | Drużyna       | Wsp.                      | Sposób kwalifikacji       | Runda pierwsza             | Runda ostatnia             |
| ----------- | ------------- | ------------------------- | ------------------------- | -------------------------- | -------------------------- |
|             | HB Tórshavn   | 0,866                     | 1. miejsce w lidze (2009) | II runda kwalifikacyjna LM | II runda kwalifikacyjna LM |
|             | Víkingur Gøta | 0,366                     | zdobywca pucharu (2009)   | II runda kwalifikacyjna LE | II runda kwalifikacyjna LE |
|             | EB/Streymur   | 1,366                     | 2. miejsce w lidze (2009) | I runda kwalifikacyjna LE  | I runda kwalifikacyjna LE  |
| NSÍ Runavík | 0,616         | 4. miejsce w lidze (2009) |                           | I runda kwalifikacyjna LE  | I runda kwalifikacyjna LE  |

- Uwaga: Víkingur Gøta zdobył jednocześnie 3. miejsce w lidze.

Luksemburg
| Drużyna         | Drużyna           | Wsp.                           | Sposób kwalifikacji            | Runda pierwsza             | Runda ostatnia             |
| --------------- | ----------------- | ------------------------------ | ------------------------------ | -------------------------- | -------------------------- |
|                 | Jeunesse Esch     | 0,249                          | 1. miejsce w lidze (2009/2010) | II runda kwalifikacyjna LM | II runda kwalifikacyjna LM |
|                 | FC Differdange 03 | 0,749                          | zdobywca pucharu (2009/2010)   | II runda kwalifikacyjna LE | II runda kwalifikacyjna LE |
|                 | F91 Dudelange     | 1,249                          | 2. miejsce w lidze (2009/2010) | I runda kwalifikacyjna LE  | I runda kwalifikacyjna LE  |
| CS Grevenmacher | 0,499             | 3. miejsce w lidze (2009/2010) |                                | I runda kwalifikacyjna LE  | I runda kwalifikacyjna LE  |

Czarnogóra
| Drużyna | Drużyna             | Wsp.                           | Sposób kwalifikacji            | Runda pierwsza             | Runda ostatnia              |
| ------- | ------------------- | ------------------------------ | ------------------------------ | -------------------------- | --------------------------- |
|         | Rudar Pljevlja      | 0,425                          | 1. miejsce w lidze (2009/2010) | I runda kwalifikacyjna LM  | II runda kwalifikacyjna LM  |
|         | Budućnost Podgorica | 0,675                          | 2. miejsce w lidze (2009/2010) | II runda kwalifikacyjna LE | III runda kwalifikacyjna LE |
|         | FK Mogren           | 1.425                          | 3. miejsce w lidze (2009/2010) | I runda kwalifikacyjna LE  | II runda kwalifikacyjna LE  |
| FK Zeta | 0,425               | 4. miejsce w lidze (2009/2010) | I runda kwalifikacyjna LE      | I runda kwalifikacyjna LE  |                             |

Andora
| Drużyna      | Drużyna         | Wsp.                           | Sposób kwalifikacji            | Runda pierwsza             | Runda ostatnia             |
| ------------ | --------------- | ------------------------------ | ------------------------------ | -------------------------- | -------------------------- |
|              | FC Santa Coloma | 0,700                          | 1. miejsce w lidze (2009/2010) | I runda kwalifikacyjna LM  | I runda kwalifikacyjna LM  |
|              | UE Sant Julià   | 1,200                          | zdobywca pucharu (2009/2010)   | II runda kwalifikacyjna LE | II runda kwalifikacyjna LE |
|              | UE Santa Coloma | 0,200                          | 2. miejsce w lidze (2009/2010) | I runda kwalifikacyjna LE  | I runda kwalifikacyjna LE  |
| FC Lusitanos | 0,200           | 4. miejsce w lidze (2009/2010) |                                | I runda kwalifikacyjna LE  | I runda kwalifikacyjna LE  |

- Uwaga: UE Sant Julià zdobył jednocześnie 3. miejsce w lidze.

Malta
| Drużyna | Drużyna          | Wsp.  | Sposób kwalifikacji            | Runda pierwsza             | Runda ostatnia             |
| ------- | ---------------- | ----- | ------------------------------ | -------------------------- | -------------------------- |
|         | Birkirkara FC    | 0,433 | 1. miejsce w lidze (2009/2010) | I runda kwalifikacyjna LM  | II runda kwalifikacyjna LM |
|         | Valletta FC      | 0,683 | zdobywca pucharu (2009/2010)   | II runda kwalifikacyjna LE | II runda kwalifikacyjna LE |
|         | Sliema Wanderers | 0,683 | 3. miejsce w lidze (2009/2010) | I runda kwalifikacyjna LE  | I runda kwalifikacyjna LE  |

San Marino
| Drużyna | Drużyna      | Wsp.  | Sposób kwalifikacji            | Runda pierwsza             | Runda ostatnia             |
| ------- | ------------ | ----- | ------------------------------ | -------------------------- | -------------------------- |
|         | SP Tre Fiori | 0,650 | 1. miejsce w lidze (2009/2010) | I runda kwalifikacyjna LM  | I runda kwalifikacyjna LM  |
|         | SP Tre Penne | 0,150 | 2. miejsce w lidze (2009/2010) | II runda kwalifikacyjna LE | II runda kwalifikacyjna LE |
|         | SC Faetano   | 0,150 | 3. miejsce w lidze (2009/2010) | I runda kwalifikacyjna LE  | I runda kwalifikacyjna LE  |